# 코메트상
코메트상(일본어: コメットさん 코멧토산[*], 영어: Miss Comet, 코메트양)은 요코야마 미츠테루의 연재 만화이자, 이를 원작으로 하는 국제방송의 특촬 드라마이며, 또한 그 주인공의 이름이다.
스토리의 전개는 우주 저편에서 온 여주인공 코메트(코멧)가 지구에 내려와 지구에서 곤란할 때 마법을 사용해 해결해 가는 것으로 이루어진다. 미국 영화 《메리 포핀스》가 힌트로 사용되었다.

## 드라마

### 1기
1967년 7월 3일부터 1968년 12월 30일까지 총 79회가 방영되었으며, 매주 월요일 오후 7시 30분부터 오후 8시까지 TBS 텔레비전에서 방영되었다. 1회부터 19회까지는 흑백으로, 20회부터는 컬러로 방영되었다.